# ورزشگاه چارلز موپلی
ورزشگاه چارلز موپلی (به لاتین: Charles Mopeli Stadium) یک ورزشگاه در آفریقای جنوبی است که در Phuthaditjhaba واقع شده‌است.